# Iván Ortolá
Iván Ortolá Díez (Valencia, 4 agosto 2004) è un pilota motociclistico spagnolo.

## Carriera

### Gli inizi
Nel 2020 Iván Ortolá prende parte alla MotoGP Rookies Cup, dopo un inizio complicato ottiene cinque podi consecutivi tra cui la sua prima vittoria ad Aragón. Nel resto della stagione ottiene un altro podio e chiude terzo in classifica piloti dietro Pedro Acosta e David Muñoz. L'anno seguente il pilota spagnolo rimane nella serie, ottiene un’altra vittoria, sempre ad Aragón, ma a fine stagione chiude al quarto posto nella classica generale.

### Moto3
Nel 2022 Ortolá esordisce nel Motomondiale, in Moto3 guidando la KTM RC 250 GP della squadra Angeluss MTA. Durante la sua prima stagione nel Motomondiale, il pilota spagnolo arriva frequentemente in zona punti e come miglior risultato raggiunge il sesto posto nel Gran Premio d'Aragona. A fine stagione ottiene un totale di 73 punti chiudendo al diciassettesimo posto. 
L'anno seguente rimane legato al team correndo per il suo secondo anno in Moto3, il compagno di squadra è Stefano Nepa. Nel Gran Premio delle Americhe ottiene la sua prima vittoria nel Motomondiale dopo una gara in rimonta. Ortolá si ripete subito vincendo anche il Gran Premio di Spagna. Torna sul podio giungendo terzo nella gara conclusiva di Valencia e si classifica sesto in campionato. Per il suo terzo anno in Moto3, il 2024, passa la team MT Helmets - MSi con Ryūsei Yamanaka come compagno di squadra. Tra gli assoluti protagonisti della stagione, con sette piazzamenti a podio e ben sei pole position, si classifica quarto in campionato nonché miglior pilota KTM.

## Risultati nel motomondiale
| 2022 | Classe | Moto |    |     |    |    |     |    |    |   |    |    |    |     |    |   |   |    |    |    |   |    |  |  | Punti | Pos. |
| ---- | ------ | ---- | -- | --- | -- | -- | --- | -- | -- | - | -- | -- | -- | --- | -- | - | - | -- | -- | -- | - | -- |  |  | ----- | ---- |
| 2022 | Moto3  | KTM  | 11 | Rit | 15 | 11 | Rit | 13 | 18 | 7 | 18 | 10 | 12 | Rit | 11 | 8 | 6 | 13 | 20 | 13 | 9 | 12 |  |  | 73    | 17º  |

| 2023 | Classe | Moto |     |    |   |   |   |    |   |   |   |   |    |   |   |   |   |     |    |   |    |   |  |  | Punti | Pos. |
| ---- | ------ | ---- | --- | -- | - | - | - | -- | - | - | - | - | -- | - | - | - | - | --- | -- | - | -- | - |  |  | ----- | ---- |
| 2023 | Moto3  | KTM  | Rit | 19 | 1 | 1 | 4 | 11 | 4 | 4 | 4 | 5 | SQ | 8 | 8 | 5 | 9 | Rit | 11 | 4 | 15 | 3 |  |  | 187   | 6º   |

| 2024 | Classe | Moto |   |   |     |   |   |   |   |   |   |   |   |    |   |   |   |    |     |   |   |   |  |  | Punti | Pos. |
| ---- | ------ | ---- | - | - | --- | - | - | - | - | - | - | - | - | -- | - | - | - | -- | --- | - | - | - |  |  | ----- | ---- |
| 2024 | Moto3  | KTM  | 9 | 3 | Rit | 3 | 5 | 2 | 6 | 1 | 3 | 1 | 9 | 14 | 3 | 5 | 9 | 16 | Rit | 4 | 4 | 9 |  |  | 224   | 4º   |

| 2025 | Classe | Moto       |    |    |   |    |    |   |     |    |    |     |    |    |   |  |  |  |  |  |  |  |  |  | Punti | Pos. |
| ---- | ------ | ---------- | -- | -- | - | -- | -- | - | --- | -- | -- | --- | -- | -- | - |  |  |  |  |  |  |  |  |  | ----- | ---- |
| 2025 | Moto2  | Boscoscuro | 22 | 19 | 6 | 18 | 18 | 9 | Rit | 14 | 16 | Rit | 13 | 12 | 6 |  |  |  |  |  |  |  |  |  | 36    |      |

| Legenda | 1º posto        | 2º posto            | 3º posto            | A punti      | Senza punti        | Grassetto – Pole position Corsivo – Giro più veloce |
| Legenda | Gara non valida | Non qual./Non part. | Ritirato/Non class. | Squalificato | '-' Dato non disp. | Grassetto – Pole position Corsivo – Giro più veloce |